# Cyanotis pauciflora
Cyanotis pauciflora är en himmelsblomsväxtart som beskrevs av Achille Richard. Cyanotis pauciflora ingår i släktet Cyanotis och familjen himmelsblomsväxter.
Artens utbredningsområde är Etiopien. Inga underarter finns listade.